# Белих

Река Балих (обозначена красным) на карте Сирии

Белих (араб. البليخ‎; Нахр-Белих; Эль-Белих) — река в Турции и Сирии, левый приток Евфрата.
Река берёт начало в Турции, течёт с севера на юг мимо Харрана и впадает в Евфрат восточнее города Ракка.
На берегах этой реки в эпоху неолита располагался один из древнейших протогородов культуры Убейд. В верховьях реки (известной Плутарху как Баллис) в I в. до н. э. произошла Битва при Каррах, в результате которой римские легионы Красса потерпели сокрушительное поражение от парфян.